# Wetter (fiume)
Il Wetter è un breve fiume di 69 km nella regione dell'Assia, in Germania e affluente di destra del fiume Nidda.
Nasce dalla catena montuosa del Vogelsberg e scorre attraverso il Wetterau, una fertile regione a nord di Francoforte sul Meno, che prende il nome dal fiume che l'attraversa. Le principali città situate lungo il suo corso sono: Laubach, Lich, Bad Nauheim e Friedberg. Il Wetter riceve le acque del suo maggiore affluente, l'Usa, a Friedberg, subito prima che sfoci a sua volta nella Nidda a Niddatal-Assenheim.